# Estratocles
Estratocles (Stratocles, Στρατοκλῆς) fue un orador ateniense, hijo de Eutidemo, quien fue contemporáneo de Demóstenes durante la mitad del siglo IV, además de ser amigo de Licurgo de Atenas. Aparece como general en la batalla de Queronea el 338 a. C.
Su amigo Licurgo, recibió el oficio de director del dinero público, gracias a que Estratocles lo propuso. Fue opositor del orador y político Demóstenes, a quien acusó de haber recibido sobornos de Hárpalo. Era un buen orador, pero con un carácter muy complicado.
Con ocasión de la derrota de Amorgos en el 322 a. C. Estratocles recibió la noticia, poco antes que esta fuera públicamente anunciada y se adelantó, saliendo a la calle a festejar la victoria, con una gran celebración que duró tres días, hasta que la verdad fue conocida. Cuando descubrieron su engaño, lo reprocharon, pero este indicó que nadie se podía quejar, porque habían tenido tres días festivos.
Es considerado como uno de los políticos más serviles con Demetrio I de Macedonia, a favor del cual, propuso varios decretos a la asamblea, muchos de ellos ridículos. En un enfrentamiento con Demócares, este terminó siendo desterrado. Los misterios eleusinos, se acomodaron a Demetrio I de Macedonia, que quería ser iniciado.
Cicerón parece indicar, que el orador escribió un libro histórico, pero no dio detalles.
- Datos: Q1300263